# Law Garden

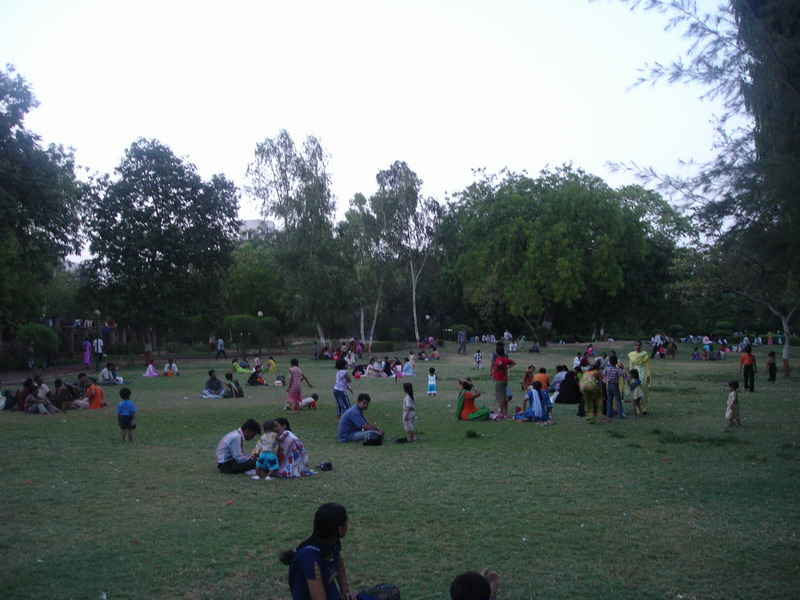
Law Garden

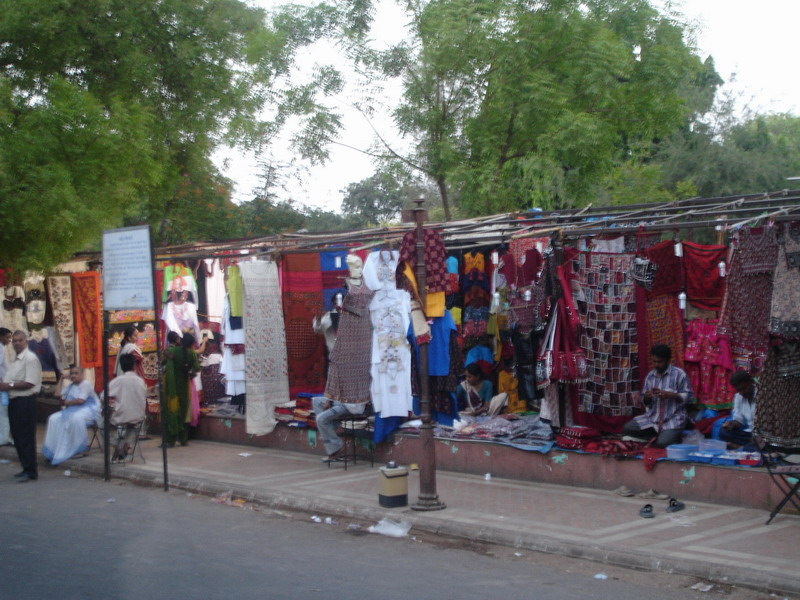
Kramen waar traditionele kleding wordt verkocht

Law Garden is een openbaar park in Ahmedabad, de grootste stad van de Indiase deelstaat Gujarat. De markt buiten het park is een bekende plek, waar mensen uit de omgeving handicraft verkopen, vooral traditionele kleding (chania cholis). Ook brengen venters aan de weg etenswaren aan de man.